# Драфт НБА 1955
Драфт НБА 1955 року відбувся 13 квітня. 8 команд Національної баскетбольної асоціації (НБА) по черзі вибирали найкращих випускників коледжів. В кожному з раундів команди могли вибирати гравців у зворотньому порядку до свого співвідношення перемог до поразок у сезоні 1954–1955. Мілвокі Гокс взяли участь у драфті, але перед початком сезону переїхали до Сент-Луїса і стали називатися Сент-Луїс Гокс. Драфт складався з 15-ти раундів, на яких вибирали 96 гравців.

## Нотатки щодо виборів на драфті і кар'єр деяких гравців
Мілвокі Гокс під першим номером вибрали Діка Рікеттса з Університету Дюкейн. Другий номер вибору Моріс Стоукс з Університету Сейнт-Френсіс виграв звання новачка року. Перед драфтом Міннеаполіс Лейкерс і Філадельфія Ворріорз вибрали відповідно Діка Гармейкера і Тома Голу як свій територіальний вибір. Троє гравців з цього драфту, Моріс Стоукс, Том Гола і Джек Тваймен, введені в Залу слави. Кей Сі Джонс, якого Міннеаполіс Лейкерс вибрали в наступних раундах, також введений Залу слави, хоча він і не одразу після драфту розпочав грати в лізі. На драфті 1956 його у другому раунді вибрав Бостон Селтікс, у складі якого він грав усю свою баскетбольну кар'єру.

## Драфт

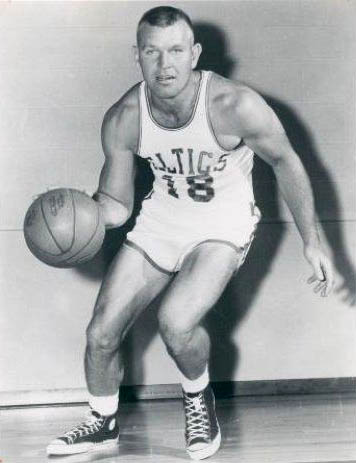
Бостон Селтікс вибрав Jim Loscutoff під третім номером.

| Поз.    | G        | F       | C         |
| Позиція | Захисник | Форвард | Центровий |

| ^ | Позначає гравців, обраних у Баскетбольну залу слави Нейсміта                                                        |
| * | Позначає гравців, які взяли участь принаймні в одній грі матчу всіх зірок НБА і потрапили до Збірної всіх зірок НБА |
| + | Позначає гравців, які взяли участь принаймні в одній грі матчу всіх зірок НБА                                       |
| # | Позначає гравців, які жодного разу не грали в регулярному сезоні НБА або плей-оф                                    |

| Раунд | Вибір | Гравець        | Позиція | Громадянство | Команда НБА          | Коледж           |
| ----- | ----- | -------------- | ------- | ------------ | -------------------- | ---------------- |
| T     | –     | Дік Гармейкер* | G/F     | США          | Міннеаполіс Лейкерс  | Міннесота        |
| T     | –     | Том Гола^      | G/F     | США          | Філадельфія Ворріорз | Ла Саль          |
| 1     | 1     | Дік Рікеттс    | F/C     | США          | Мілвокі Гокс         | Дюкейн           |
| 1     | 2     | Моріс Стоукс^  | F/C     | США          | Рочестер Роялз       | Сейнт-Френсіс    |
| 1     | 3     | Джим Лоскутофф | F       | США          | Бостон Селтікс       | Орегон           |
| 1     | 4     | Кен Сірс+      | F       | США          | Нью-Йорк Нікс        | Санта-Клара      |
| 1     | 5     | Ед Конлін      | G/F     | США          | Сірак'юс Нешиналз    | Фордем           |
| 1     | 6     | Джонні Горан   | F       | США          | Форт-Вейн Пістонс    | Дейтон           |
| 2     | 7     | Джек Стівенс   | G/F     | США          | Мілвокі Гокс         | Нотр-Дам         |
| 2     | 8     | Джек Тваймен^  | G/F     | США          | Rochester Royals     | Цинциннаті       |
| 2     | 9     | Волтер Девлін  | G       | США          | Філадельфія Ворріорз | Джордж Вашингтон |
| 2     | 10    | Дікі Гемрік    | F       | США          | Бостон Селтікс       | Вейк Форест      |
| 2     | 11    | Джеррі Маллен# | F       | США          | Нью-Йорк Нікс        | Сан-Франциско    |
| 2     | 12    | Чак Менсел     | G       | США          | Міннеаполіс Лейкерс  | Міннесота        |
| 2     | 13    | Джессі Арнелл  | F       | США          | Форт-Вейн Пістонс    | Пенн Стейт       |
| 2     | 14    | Дон Шлундт#    | C       | США          | Сірак'юс Нешиналз    | Індіана          |

## Other picks
Цих гравців на драфті НБА 1985 вибрали після другого раунду, але вони зіграли в НБА принаймні одну гру.
| Раунд | Вибір | Гравець       | Позиція | Громадянство | Команда НБА          | Коледж        |
| ----- | ----- | ------------- | ------- | ------------ | -------------------- | ------------- |
| 3     | 15    | Ел Феррарі    | G/F     | США          | Мілвокі Гокс         | Мічиган Стейт |
| 3     | 16    | Ед Флемінг    | G/F     | США          | Рочестер Роялз       | Ніагара       |
| 3     | 17    | Боб Шафер     | G       | США          | Філадельфія Ворріорз | Вілланова     |
| 3     | 19    | Гай Сперроу   | F       | США          | Нью-Йорк Нікс        | Детройт       |
| 10    | 76    | Кей Сі Джонс^ | G       | США          | Міннеаполіс Лейкерс  | Сан-Франциско |
| 12    | 87    | Боб Армстронг | F/C     | США          | Рочестер Роялз       | Мічиган Стейт |